# Magnolia beccarii
Espèce
Statut de conservation UICN

 DD  : Données insuffisantes
Magnolia beccarii est une espèce de plantes à fleurs de la famille des Magnoliaceae. C'est un arbre trouvé à Bornéo.

## Description
C'est un arbre.

## Répartition et habitat
L'espèce est trouvée à Bornéo.
Elle pousse en milieu tropical humide.